# Dennstaedtia magnifica
Dennstaedtia magnifica là một loài dương xỉ trong họ Dennstaedtiaceae. Loài này được Copel. mô tả khoa học đầu tiên năm 1942.
Danh pháp khoa học của loài này chưa được làm sáng tỏ. 